# Консервативный кейс для Трампа
Консервативный кейс для Трампа (англ. The Conservative Case for Trump) — книга Филлис Шлэфли, Эда Мартина и Бретта М. Декера о кандидате в президенты США Дональде Трампе, вышедшая 6 сентября 2016 года.

## Содержание
Коллектив авторов разъясняет анти-истеблишментские взгляды политика по вопросам:
- бюрократического регулирования
- образования
- семейных ценностей
- нелегальной иммиграции
- судейской активности
- политической корректности
- социальной безопасности
- армии США
- торговли

Самого политика авторы считают самым консервативным политиком со времён Рональда Рейгана. Авторы отмечают, что его противники из числа республиканцев тем самым нехотя поддержат кандидата от демократов Хиллари Клинтон.

## Создание и выход
Книга вышла вслед за номинацией Дональда Трампа кандидатом от Республиканской партии на выборах президента США 2016 года и на следующий день после смерти Филлис Шлэфли. Сам политик в качестве дани уважения к великой Филлис Шлэфли призвал в Twitter купить эту книгу.
Сама Шлэфли выступила в поддержку Трампа весной 2016 года, из-за чего его попытались выгнать из созданного ею Орлиного форума.
Книга на одну неделю попадала в списки самых продаваемых книг журнала Publishers Weekly (15 место) и газеты New York Times (16 место).

## Отзывы
Обозреватель журнала «The Atlantic» Эмма Грин обнаружило много общего между Трампом и Шлэфли: тяга к провокативности и троллингу, отношение к иммигрантам и обвинения политиков истэблишмента в бесчестности. По её словам, Филлис Шлэфли может быть мертва, но её Америка жива и здравствует, а Трамп является доказательством того, что политический стиль и консервативные ценности Шлэфли по прежнему резонируют с большой частью американского электората.
Майкл Таубе в своём обзоре для Christian Science Monitor отмечал, труд Шлэфли, Мартина и Декера так и не смог скрыть факт того, что избирательная программа Трампа является амальгамой из левых и правых идей.